# Somerset Lowry-Corry, 4. Earl Belmore

Somerset Lowry-Corry, 4. Earl Belmore

Somerset Lowry-Corry, 4. Earl Belmore, GCMG, (* 9. April 1835 in London; † 6. April 1913 auf Castle Coole, Enniskillen) war ein irischer Adliger und Gouverneur von New South Wales.
Lowry-Corry wurde am 9. April 1835 als ältester Sohn von Armar Lowry-Corry, 3. Earl Belmore und dessen Frau Emily Louise Shepherd in London geboren. Nach dem frühen Tod seines Vaters, des 3. Earl Belmore, erbte er 1845 den Titel Earl Belmore. Lowry-Corry besuchte das Eton College sowie die Universität Cambridge, wo er 1856 seinen Bachelor und 1857 schließlich seinen Master erhielt. Im selben Jahr wurde er von den irischen Peers zu einem ihrer 28 Repräsentanten im britischen House of Lords gewählt, dem er bis zu seinem Tod angehörte. 1861 heiratete Lowry-Corry Anna Elizabeth Honoria Gladstone. Aus der Ehe gingen 13 Kinder hervor.
Vom 8. Januar 1868 bis zum 21. Februar 1872 war Lowry-Corry Gouverneur von New South Wales. Nach seiner Rückkehr in das Vereinigte Königreich wurde er 1872 zum Knight Commander und 1890 schließlich zum Knight Grand Cross des Order of St. Michael and St. George ernannt. Von 1892 bis zu seinem Tode war er Lord Lieutenant des County Tyrone. Am 6. April 1913 starb Lowry-Corry nach langer Krankheit auf Castle Coole, dem Familiensitz der Earls Belmore.

## Kinder
- Theresa Lowry-Corry (* 24. Oktober 1862; † 18. März 1938)
- Florence Lowry-Corry (* 31. März 1864; † 10. Mai 1943)
- Madeline Lowry-Corry (* 6. November 1865; † 30. März 1898)
- Mary Lowry-Corry (* 5. August 1867; † 5. Oktober 1928)
- Armar Lowry-Corry, 5. Earl Belmore (* 5. Mai 1870; † 12. Februar 1948)
- Cecil Lowry-Corry, 6. Earl Belmore (* 20. März 1873; † 2. März 1949)
- Ernest Lowry-Corry (* 23. November 1874; † 11. März 1912)
- Winifred Lowry-Corry (* 19. August 1876)
- Edith Lowry-Corry (* 26. August 1878; † 25. Oktober 1918)
- Violet Lowry-Corry (* 15. Juni 1881)
- Margaret Lowry-Corry (* 15. Juli 1883; † 1975)
- Dorothy Lowry-Corry (* 6. Juni 1885)
- Kathleen Lowry-Corry (* 28. Juli 1887; † 13. Oktober 1972)